# Пантеизам
Пантеизам је учење према којем су Бог и васељена (или природа) једно те исто, или да све ствари сачињавају свеобухватног, иманентног бога. Пантеистичко веровање не препознаје посебног личног бога, антропоморфног или другог, већ уместо тога карактерише широк спектар доктрина које се разликују у облицима односа између стварности и божанства. Пантеистички концепти датирају хиљадама година уназад, а пантеистички елементи су идентификовани у различитим религијским традицијама. Термин пантеизам је сковао математичар Џозеф Рафсон 1697. године и од тада се користи за описивање веровања разних људи и организација. Најпознатији пантеистички систем у модерној филозофији је Спинозин, мада је пантеистичка реторика цветала у 19. веку, на пример у радовима Емерсона.
Пантеизам је популаризован у западној култури као теологија и филозофија заснована на делима филозофа из 17. века Баруха Спинозе, посебно на његовој књизи Етика. Пантеистички став је у 16. веку заузео филозоф и космолог Ђордано Бруно. Идеје које подсећају на пантеизам постојале су у религијама јужне и источне Азије пре 18. века (посебно сикизам, хиндуизам, санамахизам, конфучијанизам и таоизам).

## Етимологија
Пантеизам потиче од грчког πᾶν pan (што значи „све, од свега“) и θεός theos (што значи „бог, божански“). Прва позната комбинација ових корена појављује се на латинском језику, у књизи Џозефа Рафсона из 1697. De Spatio Reali seu Ente Infinito, где се позива на „пантеизам“ Спинозе и других.

## Дефиниције
Постоје бројне дефиниције пантеизма. Неки то сматрају теолошким и философским ставом о Богу.‍:p.8
Пантеизам је став да је све део свеобухватног, иманентног Бога. Сви облици стварности се тада могу сматрати било модусима тог Бића, или идентичним са њим. Неки сматрају да је пантеизам нерелигиозни филозофски став. За њих, пантеизам је гледиште да су Универзум (у смислу тоталитета свег постојања) и Бог идентични (имплицирајући порицање личности и трансцендентности Бога).

## Историја

### Предмодерна времена
Рани трагови пантеистичке мисли могу се наћи у теологији древне грчке религије орфизма, где је пан (све) повезан са створитељем Богом Фанесом (који симболизује универзум), и са Зевсом, након гутања Фанеса.
Пантеистичке тенденције су постојале у бројним раним гностичким групама, а пантеистичка мисао се јављала током средњег века. Ово је укључивало секцију дела Јована Скот Еријугене из 9. века De divisione naturae и веровања мистика као што су Амалрик да Бене (11–12 век) и Екхарт (12–13 век).‍:pp. 620–621
Католичка црква је дуго пантеистичке идеје сматрала јересом. Ђордано Бруно, италијански фратар који је евангелисао о трансцендентном и бесконачном Богу, спаљен је на ломачи 1600. од стране римске инквизиције. Од тада је постао познат као прослављени пантеиста и мученик науке.

### Барух Спиноза
На Западу је пантеизам формализован као посебна теологија и филозофија заснована на делима филозофа из 17. века Баруха Спинозе.‍:p.7 Спиноза је био холандски филозоф португалског порекла одрастао у сефардској јеврејској заједници у Амстердаму. Он је развио веома контроверзне идеје у вези са аутентичношћу Хебрејске Библије и природом Божанског, и био је ефективно искључен из јеврејског друштва са 23 године, када је локална синагога издала херем против њега. Неколико његових књига објављено је постхумно, а убрзо након тога уврштено у Индекс забрањених књига католичке цркве. Ширина и значај Спинозиног дела неће се схватити много година – као основа за просветитељство 18. века и модерну библијску критику, укључујући модерне концепције сопства и универзума.
У постхумној Етици, „Спиноза је написао последње неоспорно латинско ремек-дело, и оно у коме су префињене концепције средњовековне филозофије коначно окренуте против самих себе и потпуно уништене.“ Посебно се супротставио чувеном дуализму ума и тела Ренеа Декарта, теорији да су тело и дух одвојени. Спиноза је заступао монистичко становиште да су то двоје исто, и монизам је фундаментални део његове филозофије. Описан је као „човек опијен Богом“ и користио је реч Бог да опише јединство све супстанце. Ово гледиште је утицало на филозофе као што је Георг Вилхелм Фридрих Хегел, који је изјавио: „Ти си или спинозиста или уопште ниси филозоф.“ Спиноза је заслужио похвале као један од великих рационалиста филозофије 17. века и један од најважнијих мислилаца западне филозофије. Иако је термин „пантеизам” скован тек након његове смрти, он се сматра најславнијим заговорником тог концепта. Етика је била главни извор из којег се ширио западни пантеизам.
Јохан Волфганг фон Гете је одбацио Јакобијево лично веровање у Бога као „шупљи сентимент дечјег мозга“ и, у „Студији по Спинози “ (1785/86), прокламовао је идентитет постојања и целовитости. Док Јакоби говори о Спинозином „фундаментално глупом универзуму“, Гете хвали природу као свог „идола“.